# تسای چیه چونگ
تسای چیه چونگ یا تسای جیجونگ یا دسایی جیه جونگ (چینی: 蔡志忠 پین‌یین: Cài Zhìzhōng متولد: ۱۹۴۸) یک کارتونیست مشهور متولد تایوان است. تسای نام خانوادگی این هنرمند است. او به آثار گرافیکی خود با زمینه‌های فلسفی مشهور است. استفاده از تاریخ چینی و فلسفه لائوزی، لیزی و ژوانزی در آثار تسای چیه چونگ قابل مشاهده است. بسیاری از آثار او شامل عناصر طنز سیاسی است. نام یکی از مشهورترین کارهای او شمشیر مستی است.
کتاب‌های تسای چی چانگ از طرف مردم تایوان و سرزمین چین پذیرفته شده‌است. این کتاب‌ها به چندین زبان از جمله انگلیسی ترجمه شده‌اند. او در حال حاضر در تایوان و ونکوور، بریتیش کلمبیا کانادا زندگی می‌کند.